# Характерный танец

Александр Тарновский и Констанция Турчиновичова танцуют качучу в балете «Le Diable à Quatre». Литография Генрика Хиршеля, 1847

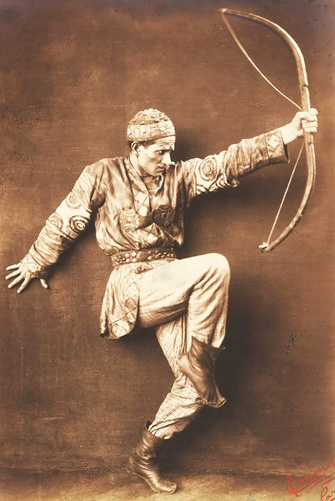
Адольф Больм в партии Половчанина. «Половецкие пляски», постановка 1909 года

Хара́ктерный танец — разновидность сценического танца, обобщённо передающая стиль и дух национальной хореографии. Включая элементы народного танца, отличается от него тем, что ориентирован не на собственно фольклорные образцы, а на сложившуюся традицию их театральной обработки в рамках условных представлений о «характере» той или иной нации. Является неотъемлемой частью всей школы классического танца.
В. М. Красовская, говоря об особенностях характерного танца, отмечает, что он «не является точным подобием народной пляски, а, творчески изменяя, театрализует её, то есть делает частью сценического действия». Выявляя наиболее яркие национальные черты, от подчёркивает их, позволяя передать как дух эпохи, так и атмосферу конкретного времени действия, как черты целого народа, так и характер одного из его представителей. Ю. И. Слонимский, анализируя сам термин, указывает, что он представляет собой буквальный перевод французского «danse de caractère», что точнее было бы перевести как «танец в образе».
В разные эпохи понятие «характерный танец» имело разные значения.
Вплоть до эпохи предромантизма характерным — в противовес так называемому «серьёзному» жанру — назывался любой танец, предполагающий воспроизведение неких реальных черт. Так, в XVII—XVIII веках этим термином обозначали народные или жанрово-бытовые танцы в исполнении комедийных, сатирических и пародийных персонажей. Позднее, в балете XVIII — начала XIX веков, посредством характерного танца создавались образы, характеристики персонажей (к примеру, Арлекина, Пьеро, крестьянина, матроса, разбойника и т. п.) на основе типичных для них жестов и движений. Наконец, в романтическом балете 30-х — 40-х годов XIX века характерным танцем стали называть сценическую версию народных танцев, которые вводились в балетный спектакль. Тогда же сложилось амплуа характерного танцовщика и наметились два направления развития характерного танца: одно предполагало базирование на досконально изученном фольклоре, другое — привнесение элементов народного танца в традиционный классический. Постепенно выработалась «академическая» форма характерного танца, включающая классические па и допускающая сложную, «балетную» композицию номеров.
В России интерес к танцевальному фольклору и его сценическому претворению возник в начале XIX века. Вначале народный танец стал ведущим в дивертисментах И. М. Аблеца, И. И. Вальберха, А. П. Глушковского; позднее произошло его превращение в характерный в романтических балетах Ф. Тальони, Ж. Перро, Ш. Дидло. Большой вклад в развитие характерного танца внесли М. И. Петипа и Л. И. Иванов: созданные ими образцы жанра задавали необходимые настроение и колорит в соответствии с сюжетом спектакля. Важном этапом в становлении характерного танца стало творчество Михаила Фокина, сочинившего ряд балетов на основе этого выразительного средства (примером может служить хореография знаменитых «Половецких плясок»). Изучением танцевального фольклора занимался Ф. В. Лопухов, благодаря которому балет обогатился новыми движениями и комбинациями. Балетмейстеры В. И. Вайонен, Р. В. Захаров, В. А. Варковицкий внесли вклад в разработку техники и стилистики классического танца. Со второй половины XX века характерный танец редко включается в балетные постановки в качестве самостоятельного номера, хотя отдельные его элементы могут входить в эпизоды, в целом решённые средствами классического или современного танца.